# Sison amomum
Sison amomum este o specie de plante cu flori descrisă de Carl von Linné. Sison amomum face parte din genul sison și din familia apiaceae. Nu există subspecii  subspecii enumerate în  Catalogue of Life.

## Galerie de imagini

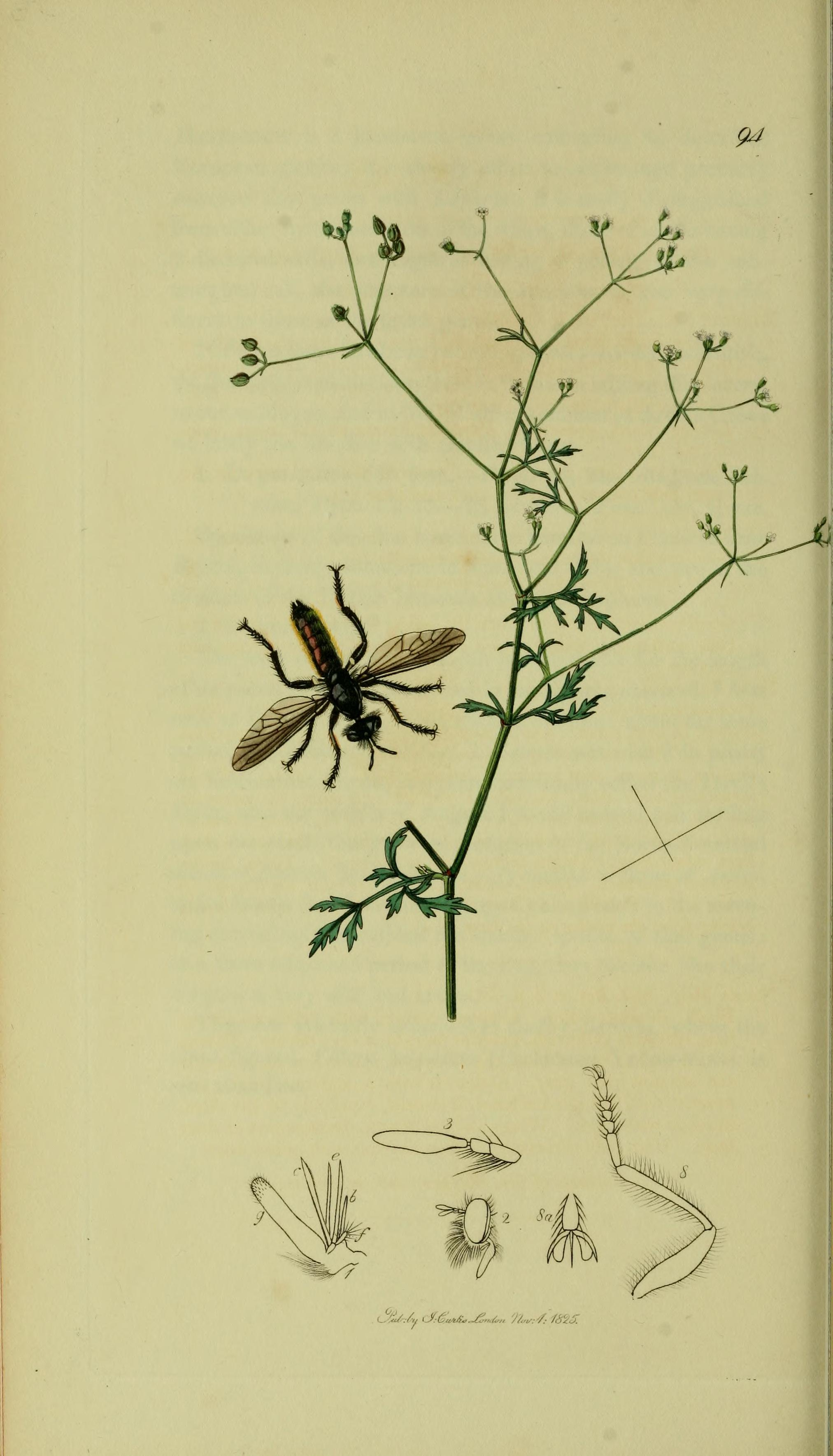